# Máire Mhac an tSaoi
Máire Mhac an tSaoi, también conocida como Maire O'Brien (Dublín, 4 de abril de 1922 - 16 de octubre de 2021) fue una diplomática de la función pública irlandesa, escritora de poesía modernista en el dialecto Corca Dhuibhne del irlandés Munster, autora de memorias y una figura muy importante dentro de la literatura moderna en irlandés. Junto con Seán Ó Ríordáin y Máirtín Ó Direáin, Máire Mhac an tSaoi fue, en palabras de Louis de Paor, "uno de una trinidad de poetas que revolucionaron la poesía en lengua irlandesa en las décadas de 1940 y 1950".

## Trayectoria
Mhac an tSaoi nació como Máire MacEntee en Dublín en 1922. Su padre, Seán MacEntee, nació en Belfast y fue un veterano de los Voluntarios Irlandeses durante el Levantamiento de Pascua de 1916 y la posterior Guerra de Independencia de Irlanda, y del IRA Anti-Tratado durante la guerra civil irlandesa. MacEntee también fue miembro fundador de Fianna Fáil, un TD y Tánaiste en el Dáil con muchos años de servicio. Su madre, Margaret Browne (o de Brún), nacida en el condado de Tipperary, profesora en Alexandra College, también era republicana irlandesa. Su tío monseñor Pádraig de Brún era un estudioso de la lengua irlandesa. Su otro tío fue el cardenal católico tradicionalista Michael Browne, quien fue maestro de la Orden Dominicana y, en su vida posterior, amigo y aliado del arzobispo Marcel Lefebvre.
Como la madre de Máire era profesora de irlandés, creció inmersa en la poesía bárdica superviviente y en "la tradición aristocrática medieval de poemas de amor cortés en irlandés". También estuvo, según Louis de Paor, muy influida por sus estancias con su tío, monseñor De Brún, quien, además de sus obligaciones sacerdotales, estudiaba el dialecto Corca Dhuibhne del irlandés de Munster en la parroquia de Dún Chaoin.  Como escribe Louis de Paor, Mhac an tSaoi descubrió, al visitar a su tío en Dún Chaoin, "una tradición viva y una comunidad consciente de su herencia literaria y lingüística, un mundo en el que el arte verbal de hablantes consumados capaces de responder al impulso del impulso sofisticaba las composiciones extemporáneas". La propia poeta ha reconocido hasta qué punto el Gaeltacht de sus primeros años de vida era un lugar tanto imaginado como real, pero su relación con "la parroquia milagrosa" de Dún Chaoin es a la vez la piedra angular de su poesía y de su poética."
Máire estudió Lenguas Modernas y Estudios Celtas en la Universidad Colegio Dublín, antes de continuar sus investigaciones en el Instituto de Estudios Avanzados de Dublín y en la Sorbona. Mhac an tSaoi tuvo una pasión por el idioma irlandés durante toda su vida y fue una de las principales autoridades en irlandés de Munster.
Según Louis de Paor, Máire Mhac an tSaoi pasó dos años estudiando en el París de la posguerra (1945-47) antes de incorporarse al servicio diplomático irlandés, y estaba trabajando en la embajada irlandesa en Madrid, durante el régimen de Franco, cuando se comprometió a escribir poesía en irlandés tras su descubrimiento de las obras de Federico García Lorca. La tensión entre las creencias religiosas, las costumbres sociales contemporáneas y los elementos más transgresores del deseo femenino ocupa un lugar central en lo mejor de su obra de los años cuarenta y principios de los cincuenta. Tanto su deferencia hacia los modelos tradicionales de lenguaje y verso como su rechazo de la moral tradicional pueden interpretarse como una reacción a la agitación social, moral y cultural de un mundo en guerra.
Siguió siendo una poeta prolífica y se le atribuye, junto con Seán Ó Ríordáin y Máirtín Ó Direáin, la reintroducción del modernismo literario en la literatura irlandesa en lengua irlandesa, donde había permanecido latente desde la ejecución de Patrick Pearse en 1916, en los años y décadas posteriores a la Segunda Guerra Mundial. Según de Paor, "la poesía de Máire Mhac an tSaoi se inspira en la lengua vernácula hablada por los irlandeses nativos del Munster Gaeltacht de West Kerry durante la primera mitad del siglo XX. Formalmente, se inspira en los metros de las canciones de la tradición oral y en modelos más antiguos de la tradición literaria anterior, incluidos los metros silábicos de principios de la Edad Moderna. La combinación del dialecto hablado, realzado por referencias y usos extraídos de la literatura más antigua, y las formas métricas regulares contribuyen a una voz poética que parece resonar con la autoridad acumulada de una tradición ininterrumpida. En la obra posterior, explora formas de verso más sueltas, pero sigue recurriendo al dialecto recordado de Dún Chaoin y a un conocimiento erudito de la literatura más antigua".
Fue elegida miembro de Aosdána en 1996, pero dimitió en 1997 después de que Francis Stuart fuera elevado al cargo de Saoi. Mhac an tSaoi había votado en contra de Stuart debido a su papel como espía de la Abwehr y en emisiones radiofónicas de propaganda de la Alemania nazi dirigidas a la Irlanda neutral durante la Segunda Guerra Mundial.
En 2001, Mhac an tSaoi publicó la premiada novela A Bhean Óg Ón... sobre la relación entre el poeta del condado de Kerry del siglo XVII y jefe de clan irlandés y  héroe popular, Piaras Feiritéar, y Meg Russell, la mujer para la que compuso algunas de las mayores obras de poesía amorosa jamás escritas en idioma irlandés.
En 1962, se casó con el político, escritor e historiador irlandés Conor Cruise O'Brien (1917-2008) en una misa de boda católica en Dublín. 
Se opuso a la guerra de Vietnam y asistió a una protesta contra ella en 1969.

## Reconocimienos
En 2020, fue incluida dentro del proyecto “Mujeres Investigadoras en los Archivos Estatales (1900-1970)” para la descripción archivística y creación de un micrositio específico en el Portal de Archivos Españoles (PARES), desarrollado entre 2020-2023. Este proyecto ha sido impulsado por la Subdirección General de Archivos Estatales, con el objetivo visibilizar la labor de investigación realizada en España por las mujeres en el intervalo 1900-1970 partiendo de los registros documentales que se conservan en los Archivos de Gestión de los AAEE del Ministerio de Cultura (el Archivo Histórico Nacional, el Archivo de la Corona de Aragón, el Archivo General de Simancas, el Archivo General de Indias, el Archivo de la Real Chancillería de Valladolid, el Archivo General de la Administración y el Centro de Información Documental de Archivos).

## Obras
Mhac an tSaoi escribió:
- Margadh na Saoire (Baile Átha Cliath: Sáirséal agus Dill, 1956)
- Codladh an Ghaiscigh (1973)
- An Galar Dubhach (1980)
- An Cion go dtí Seo (1987)
- "Writing In Modern Irish — A Benign Anachronism?", The Southern Review, 31 Special Issue on Irish Poetry (1995)
- The Same Age as the State, O'Brien Press, Dublin ISBN 0-86278-885-4; ISBN 978-0-86278-885-8
- Cérbh í Meg Russell?, Leabhar Breac, ISBN 978-0-89833-232-2 (2008).
- Scéal Ghearóid Iarla, Leabhar Breac, ISBN 978-0-898332-53-7 (2010).

Mhac an tSaoi y O'Brien escribieron juntos:
- A Concise History of Ireland, Thames and Hudson, London ISBN 0-500-45011-0 (1972)

Mhac an tSaoi tradujo al poeta austriaco Rainer Maria Rilke:
- Marbhnaí Duino ( Duineser Elegien ), Leabhar Breac,ISBN 978-0-898332-84-1 (2013)